# Петер II (великий герцог Ольденбургу)
Петер II (нім. Peter II.; 8 липня 1827 — 13 червня 1900) — великий герцог Ольденбургу в 1853—1900 роках.

## Життєпис

### Молоді роки
Походив з династії Гольштейн-Готторп. Син Августа I, великого герцога Ольденбургу, від його другої дружини Іди Ангальт-Бернбург-Шаумбург-Гоймської. Народився 1827 року в Ольденбурзі, отримавши ім'я Ніколаус Фрідріх Петер. Невдовзі після пологів померла його мати. Здобув сувору домашню освіту.
У 1846—1848 роках навчався в лейпцизькому університеті. З початком революції в Німеччині 1848 року повернувся до Ольденбурга. 1850 року за пропозицією російського імператора Миколи I та підтримки данського уряду отримав пропозицію стати спадкоємцем короля Данії Фредеріка VII. Втім з огляду на складну ситуацію в Шлезвіг-Гольштейні та загрозу з боку Пруссії, Ніколаус Фрідріх Петер фактично відмовився від цієї пропозиції.
1850 року вирушив у подорож до своєї зведеної сестри — Амалії, королеви Греції, подорожуючи Італією, балканськими землями Османською імперією та Грецією. 1851 року повернувся на батьківщину. 1852 року одружився з представницею роду Саксен-Альтенбургів.

### Великий герцог
1853 року після смерті батька став новим володарем великого герцогства Ольденбурзького. У внутрішній політиці продовжив традиції попередника. У зовнішній — став орієнтуватися на Пруссію. 1853 року уклав з останньою Ядебузенський договір, за яким поступввся на користь Пруссії 340 гектарами на узбережжі затоки Яде (надалі тут виникло місто Вільгельмсгафен) Натомість отримав прусську підтримку, внаслідок чого від роду Бентінк панства Кніпгаузен і Фарел до 1854 року перейшли під владу Ольденбургу.
1864 року взяв під опіку Асоціацію з догляду за пораненими вояками, яка діяла у Великому князівстві Ольденбург як добровільна агенція Червоного Хреста. В тому ж році висунув претензії на Шлезвіг і Гольштейн, після того, як російський імператор Олександр II передав йому всі спадкові права Гольштейн-Готторпа. Втім більшість монархів німеччини негативно це сприйняли.
1866 року Петер II відмовився від своїх прав щодо Шлезвіг-Гольштейну на користь Пруссії. В тому ж році відправив військовий контингент, що воював у складі прусської армії у війні з Австрією. Отримав чин генерал кавалерії Пруссії. 1867 року уклав з останньою Кільський договір, відповідно до якого отримав комуну Аренсбек (приєднав до Любекського князівства) та 1 млн талерів. Того ж року Ольденбург став однією з перших держав — членів Північнонімецької конфедерації. Запропонував конституції цієї конфедерації з двопалатним парламентом (демократично обраним рейхстагом і Палатою панів) та імператором. Проте його пропозицію було відхилено, оскільки Петер II пропонував залучити до Палати панівне лише чинних монархів, але й князів церкви та колишніх імперських графів (на меті було послаблення впливу Пруссії).
1870 року війська Ольденбургу брали участь у війні проти Франції. 1871 року Петер II був присутнім у Версалі при оголошенні німецьким імператором Вільгельма I Гогенцоллерна.
Надалі підтримував консервативні кола не лише в Ольденбурзі, а й загалом в німецькій імперії. При цьому політиці протидії пруському впливу. В своєму герцогстві жорстко контролював міністрів, які вкрай рідко змінювалися.

## Родина
Дружина — Єлизавета, донька Йозефа Веттіна, герцога Саксен-Альбергу
Діти:
- Фрідріх Август (1852—1931), великий герцог Ольденбургу
- Георг Людвиг (1855—1939)